# Ophioplax ljungmani
Ophioplax ljungmani är en ormstjärneart som beskrevs av George Richard Lyman 1875. Ophioplax ljungmani ingår i släktet Ophioplax och familjen Ophiochitonidae. Inga underarter finns listade i Catalogue of Life.